# Gökçek Vederson
Wederson Luiz da Silva Medeiros (Campos dos Goytacazes, Brasil, 22 de julio de 1981), más conocido como Gökçek Vederson, es un futbolista brasileño- turco. Juega de centrocampista y su equipo actual es el Adana Demirspor.

## Biografía
Gökçek Vederson, que normalmente juega de centrocampista o defensa por la banda izquierda, empezó su carrera futbolística en el Ituano FC.
En 2003 ficha por el Ankaraspor turco, que pagó por él 200000 €. En este equipo disputó un total de 86 partidos en los que marcó 8 goles.
El 11 de junio de 2007 firma un contrato con el Fenerbahçe, equipo que desembolsó 1,5 millones euros para poder hacerse con sus servicios. En este equipo ha tenido pocas oportunidades de jugar, ya que su compatriota Roberto Carlos es el titular indiscutible en ese puesto. En 2008 sufrió una lesión en el menisco que lo tuvieron unas semanas apartado de los terrenos de juego.

## Clubes
| Club                   | País    | Año       |
| ---------------------- | ------- | --------- |
| Ituano Futebol Clube   | Brasil  | 2001-2003 |
| Ankaraspor             | Turquía | 2003-2007 |
| Fenerbahçe Spor Kulübü | Turquía | 2007-2010 |
| Bursaspor              | Turquía | 2010-     |